# Isuzu Piazza
Isuzu Piazza — невелике спортивне 3-дверне ліфтбек-купе, яке випускалося компанією Isuzu з 1981 по 1992 рік у двох поколіннях. Isuzu Piazza продавався як Isuzu Impulse  у Північній Америці та як Holden Piazza в Австралії.
Перше покоління Piazza було задньопривідним автомобілем, а у Великій Британії це був перший широко доступний легковий автомобіль Isuzu. Друге покоління було доступне з переднім або повним приводом. Він був основою для дешевшого Gemini Coupé, відомого як Geo Storm на ринку США.
Станом на 2010 рік кількість зареєстрованих Impulse у Північній Америці становила лише 2300, що робить Impulse дуже рідкісними. Автомобіль було випущено в дуже низьких кількостях, загальна кількість яких перевищувала 13 000 одиниць, включаючи виробництво Isuzu Stylus.

## Перше покоління (JR120/130; 1980-1990)

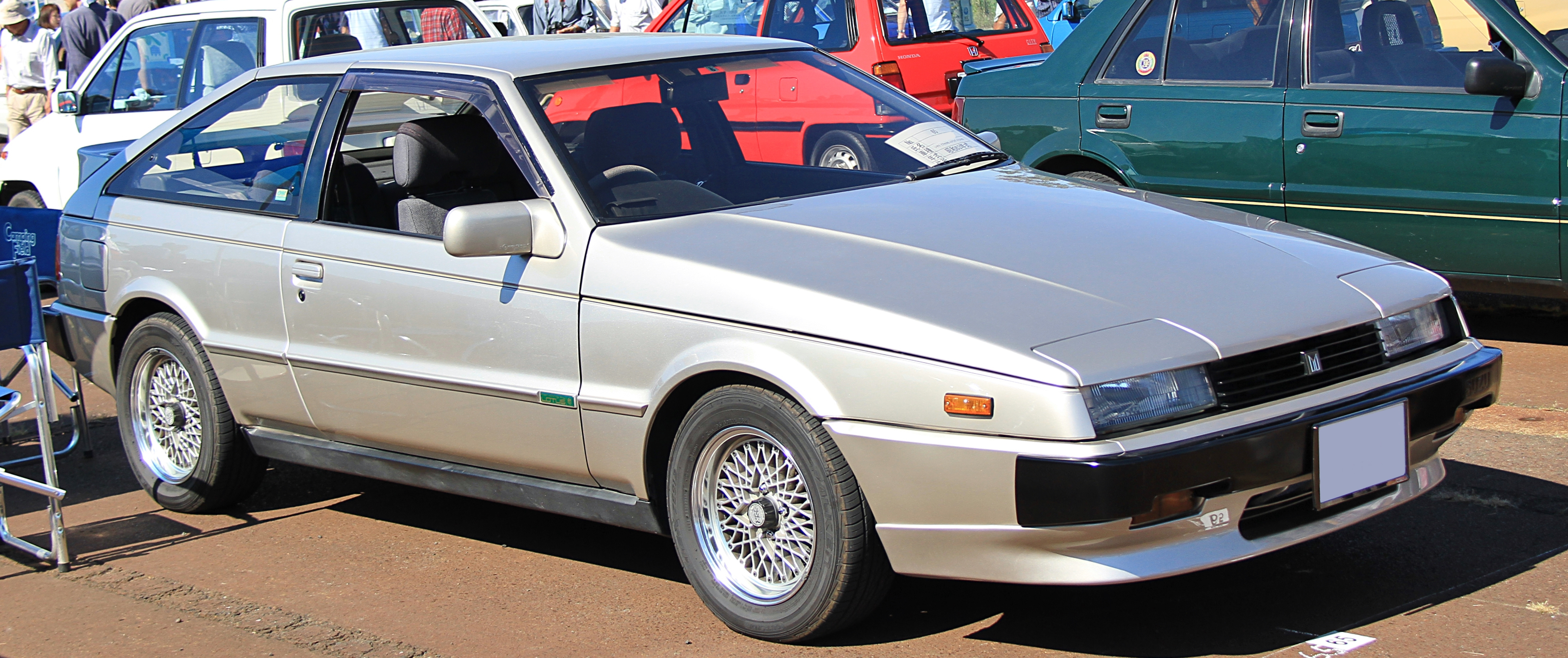
Isuzu Piazza 1

- 1949 см3 G200Z I4
- 1949 см3 G200WE DOHC I4
- 1994 см3 4ZC1-T turbo I4
- 2254 см3 4ZD1 I4 (США)

## Друге покоління (JT22; 1990-1993)

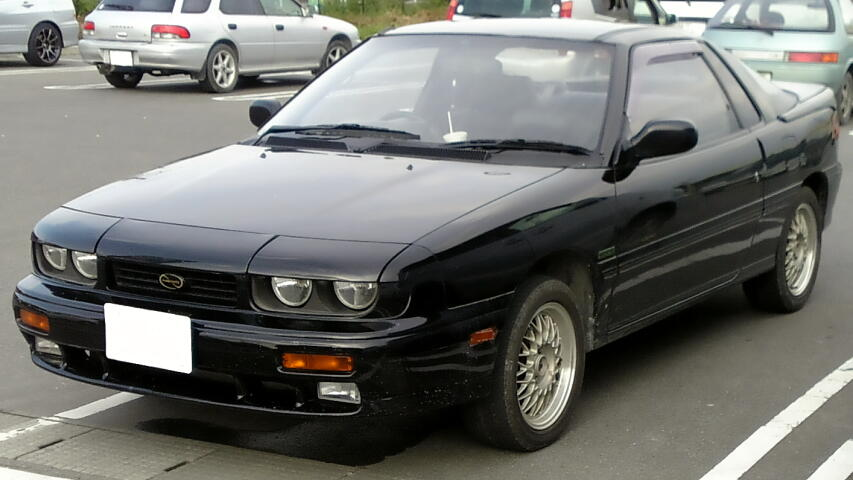
Isuzu Piazza 2

- 1.6 L 4XE1 DOHC I4 (США, Канада)
- 1.6 L 4XE1W turbo DOHC I4
- 1.8 L 4XF1 DOHC I4